# Autal bei Bad Orb

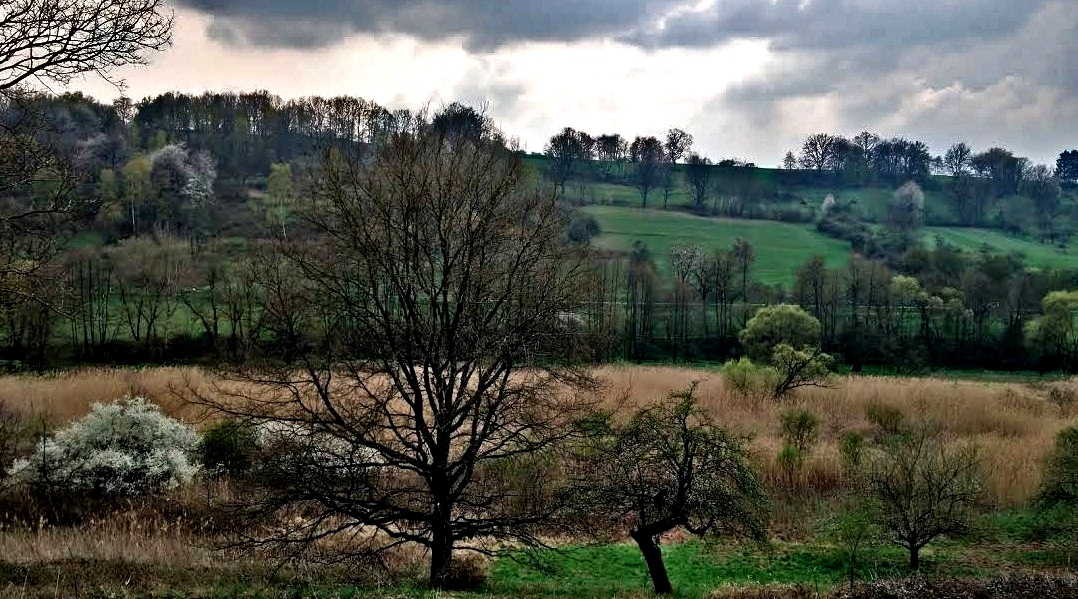
Autal bei Bad Orb

Das Autal bei Bad Orb ist ein Naturschutzgebiet auf dem Gebiet der Stadt Bad Orb im Main-Kinzig-Kreis in Hessen. Das Naturschutzgebiet, das von der Orb durchflossen wird, liegt kurz vor deren Einmündung in die Kinzig nordwestlich der Kernstadt von Bad Orb zwischen der nördlich verlaufenden A 66 und der südlich verlaufenden Landesstraße L 3199.

## Bedeutung
Das 13,95 ha große Gebiet mit der Kennung 1435035 wurde erstmalig mit der Verordnung vom 18. Oktober 1984 unter Schutz gestellt, wegen eines Formfehlers wurde die Verordnung am 23. April 1990 für nichtig erklärt, der Formfehler wurde geheilt durch die Verordnung über das Naturschutzgebiet „Autal bei Bad Orb“ vom 8. Januar 1992. Es soll eine für den nördlichen Sandstein-Spessart typische Flussaue repräsentieren.

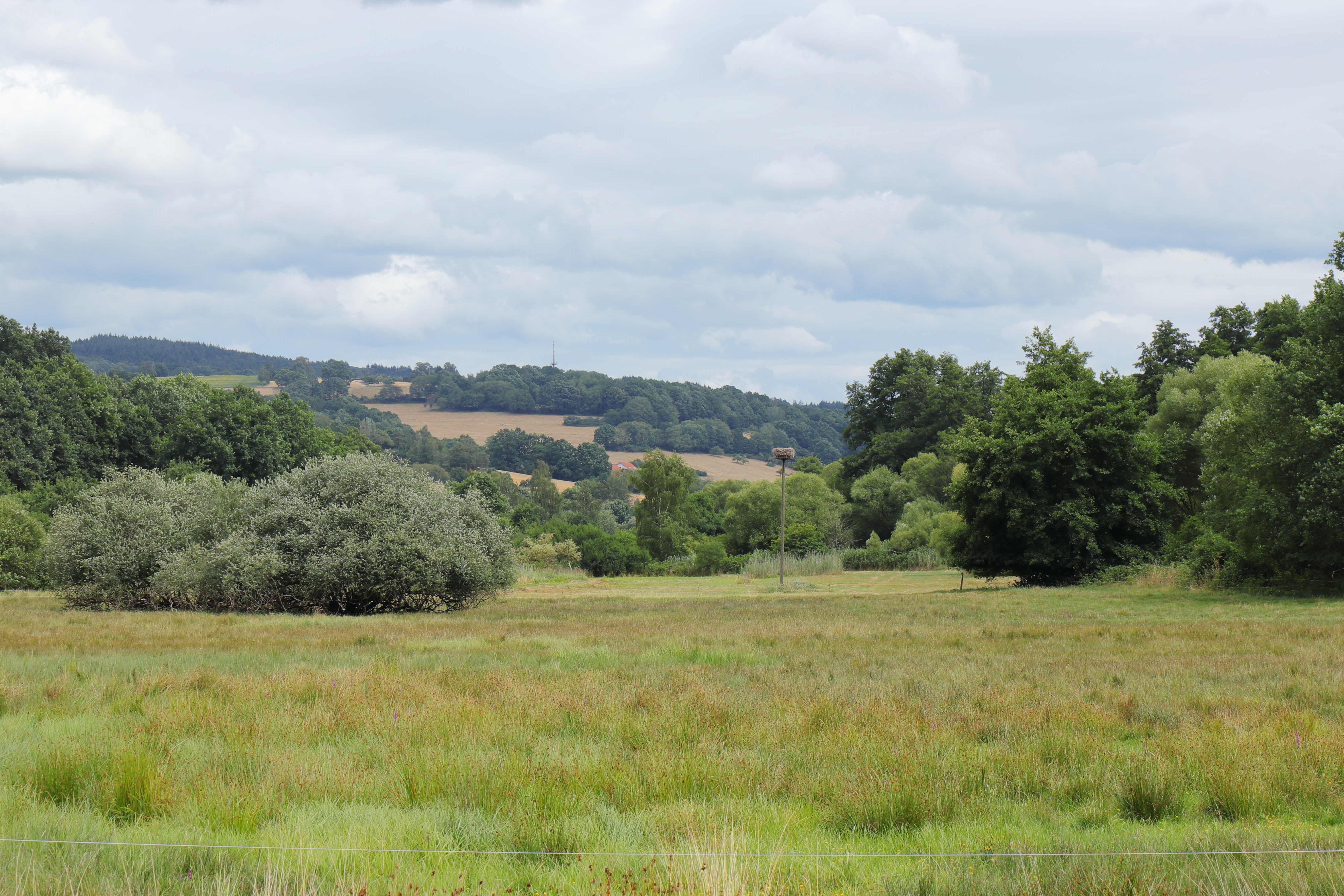
Autal mit Storchennest